# Чемыртан, Вадим
Вадим Чемыртан (рум. Vadim Cemîrtan; 21 июля 1987 года; Тирасполь , Молдавская ССР, СССР) — молдавский футболист, выступающий на позиции нападающего. Игрок национальной сборной Молдавии и узбекистанского клуба АГМК.

## Карьера
Воспитанник академии тираспольского «Шерифа». На взрослом уровне начал играть в 2005 году в составе ФК «Тирасполь», с этой командой в сезоне 2005/06 стал бронзовым призёром чемпионата. В дальнейшем играл за молдавские клубы, наиболее известные среди которых «Искра-Сталь», «Нистру», «Динамо-Авто» и «Дачия». Летом 2016 года в течение двух месяцев играл в чемпионате Вьетнама за «Тан Кванг Нинь».
В течение 2016 года выступал за узбекистанский клуб «Бухара». В январе подписал контракт с другим узбекистанским клубом — с «Бунёдкором».
Выступал за юношескую и молодёжную сборные Молдавии. В национальную сборную Молдавии начал привлекаться с весны 2016 года. Дебютный матч за сборной сыграл 24 марта в матче против сборной Мальты, а спустя четыре дня против Андорры. Пока, всего сыграл за сборную своей страны два матча.

## Достижения
- Серебряный призёр чемпионата Молдавии: 2015/16 (в составе «Дачии»)
- Бронзовый призёр чемпионата Молдавии: 2005/06